# Jungpflanze
Im gärtnerischen Sprachgebrauch beschreibt das Wort Jungpflanze eine Pflanzenqualität, die weiter verarbeitet, getopft oder gepflanzt werden kann. Hierbei werden Größen und Anzuchtsysteme unterschieden. Je nach Ursprung spricht man von einem bewurzelten Steckling oder einer Sämlingsjungpflanze, die aus Aussaat hervorgegangen ist. Typisch für eine Jungpflanze ist der feste Wurzelballen, der ein sicheres und rasches Weiterwachsen ermöglicht.

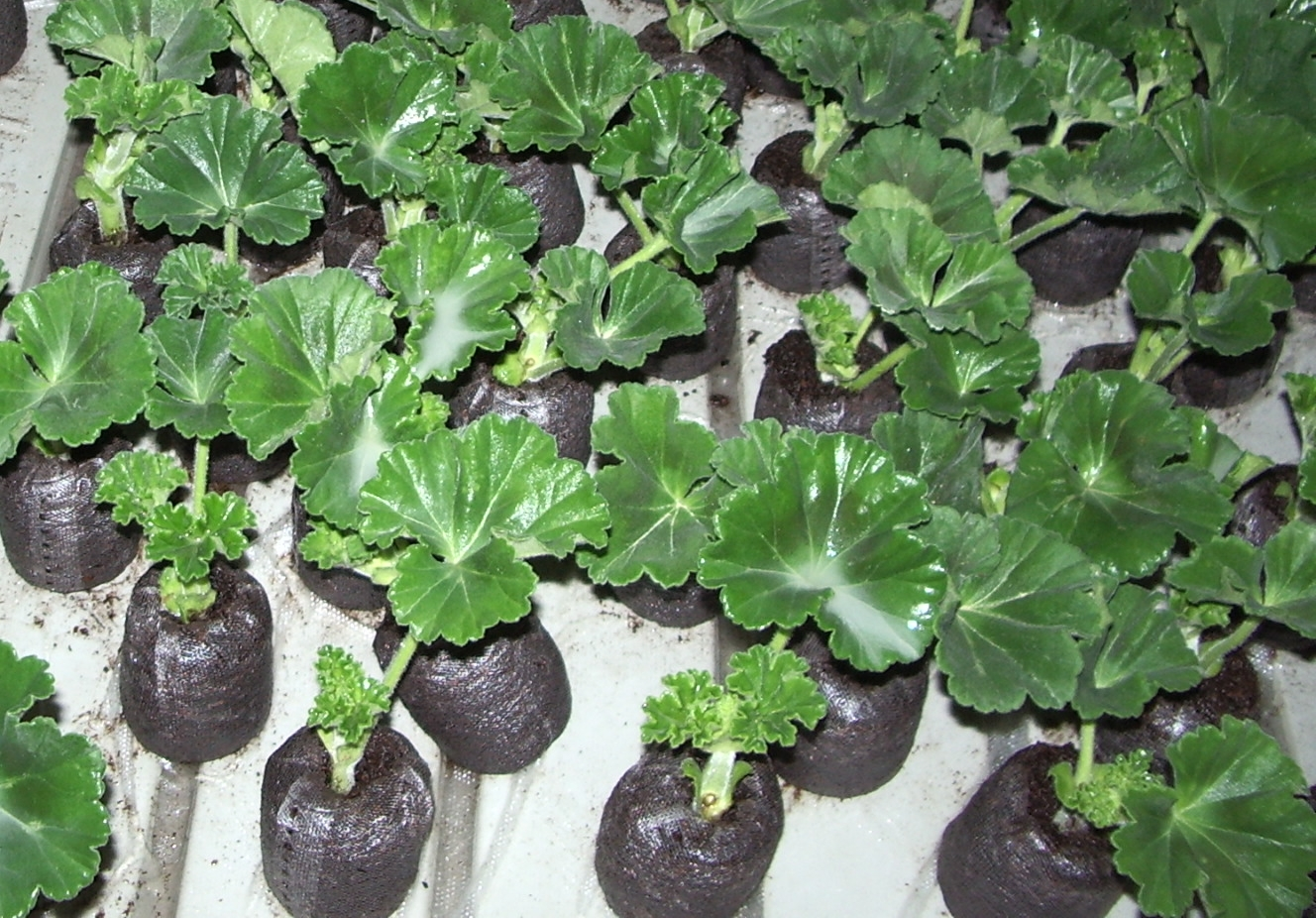
7 Tage alter Steckling von Pelargonium zonale, der nach weiteren 14–20 Tagen Kulturzeit einen festen Wurzelballen besitzt und getopft wird

Je nach Gattung kann die Kultur- bzw. Bewurzelungszeit zwischen drei und acht Wochen betragen. Im Falle von einigen Zierpflanzen, die sehr rasch und krautig wachsen, werden auch gestutzte Jungpflanzen angeboten, die einen gedrungeneren Aufbau haben und sich tiefer verzweigen. Als weitere Möglichkeit, Kulturzeit einzusparen und ein ansehnliches Produkt zu erzielen, können beim Gärtner zwei bis drei Stecklinge pro Pflanze zusammengesteckt werden.
Die Kultur von Jungpflanzen erfolgt heute häufig durch dafür spezialisierte Jungpflanzenbetriebe.